# Victory Songs
Victory Songs (с англ. — «Победные песни») — третий студийный альбом финской фолк-метал-группы Ensiferum, изданный 20 апреля 2007 года лейблом Spinefarm Records в Финляндии. Он стал первым альбомом группы, изданным на территории США. После издания альбома, клавишница Мейю Энхо заявила об уходе из группы.
Сингл «One More Magic Potion» с альбома занял первую строчку финских чартов.

## Запись
Альбом был записан в период ноябрь-декабрь 2006 года в Sonic Pump Studios. Клавишные записывались в Beat Domination Studios. Дополнительный вокал записывался в Crazy Crane Studios. Мастеринг традиционно выполнил Мика Юссила (Mika Jussila) в Finnvox Studios.

## Музыкальная характеристика
По заявлению About.com, альбом представляет собой сочетание викинг- и фолк-метала с некоторой примесью блэк-, трэш- и даже пауэр-составляющих. Однако Allmusic считает, что Victory Songs представляет собой смесь дэт- и фолк-метала, с множеством других влияний: от пауэр-метала, трэш-метала, панка и прогрессив-рока, до европейского фолка.

## Тематика песен
В песне «Blood is the Price of Glory» выражается уважение ко всем воинам и отвращение к дезертирам. «Deathbringer from the Sky» повествует о полёте огнедышащего монстра (предположительно дракона), стремящемся уничтожить людей. «Ahti» — песня о почитании Бога моря северянами. «One More Magic Potion» — история о том, как заблудившиеся воины после боя находят приют в деревянном доме в лесу, но живущая там ведьма отравляет их галлюциногенным зельем. «Wanderer» — рассказ об одиноком страннике (предположительно об Одине). «Raised by the Sword» — очередная ода, посвящённая воинам. «The New Dawn» — призыв к сражению. «Victory Song» — песня о попытке вторжения захватчиков, разграбления и обращения в новую веру, однако победа достаётся защитникам.

## Обложка и название альбома
Автором обложки вновь выступил Кристиан Вохлин (Kristian Wåhlin). На этот раз воин-меченосец изображён верхом на коне.

## Отзывы и критика
| Оценки критиков       | Оценки критиков       |
| Источник              | Оценка                |
| Русскоязычные издания | Русскоязычные издания |
| --------------------- | --------------------- |
| Мир фантастики        | 7/10                  |
| Иноязычные издания    |                       |
| About.com             | [ 1 ]                 |
| Allmusic              | [ 4 ]                 |
| Chronicles of Chaos   | 6/10                  |
| Metal Hammer          | 5/7                   |
| Metal.de              | 9/10                  |
| Metal1.info           | 9.5/10                |
| RockHard              | 8/10                  |
| Soundi                | [ 11 ]                |
| Sputnikmusic          | 4/5                   |
| U-zine                | 6.5/10                |

Альбом получил множество отзывов в различных источниках, среди них Maelstrom, Metalnews, Metal Ship, The-pit.de, ZwareMetalen.com, Live Metal, My Revelations, Metallized, El Portal del METAL, TrueMetal.it, Eklektik, Metal-Temple, Vampster, Metal Review, Lastrites, Metal Forge, Musikreviews.de, Sea of Tranquility, Stormbringer.at, Deadtide.com,. Sputnikmusic заявляет, что Victory Songs является одним из лучших метал-альбомов 2007 года (особенно отмечаются «Wanderer» и «Victory Song»).
Противоположное мнение имеет Chronicles of Chaos, который заявляет, что альбом слишком помпезный, а его песни затянуты и, красивые сами по себе, очень похожи друг на друга. Положительный момент, по мнению веб-зина, только в использовании традиционных инструментов, что добавляет немного разнообразия. Мир фантастики критикует альбом за неспособность предложить ничего нового в сравнении с предыдущими релизами. Критикуют альбом также за недостаточно интересную тематику песен. Chronicles of Chaos пишет, что нужно обладать определенной терпимостью к таким часто употребляемым словам, как «меч», «война» и «кровь».

## История изданий
В 2007 году основной вариант альбома вышел на лейблах Spinefarm Records (Финляндия), Candlelight Records (США), Drakkar Records (Германия), Фоно (Россия). Кроме этого, на территории Японии (Spinefarm Records) альбом был издан с бонусным треком «Lady In Black», а в Финляндии (Spinefarm Records) и Германии (Drakkar Records) он был доступен в формате DualDisc (двустороннего диска на одной стороне которого CD, на другой DVD). Также альбом был издан на двух грампластинках в Великобритании (Back On Black).
В 2008 году на территориях Германии (Drakkar Records) и Великобритании (Spinefarm Records) распространялся вариант альбома с бонусным диском, содержавшим треки с мини-альбома Dragonheads. Альбом также переиздавался в США (2009) и Аргентине (2012).

## Клипы
На песню «Ahti» с альбома был издан клип посредством страницы на MySpace. Концепцию клипа предложил режиссёр. Вернувшись домой главный герой обнаруживает его разоренным, людей мёртвыми, а жену изнасилованной. Он кидается в погоню за разбойниками. А по лесу бродит маленький мальчик — должно быть, сын героя, убежавший от разбойников. В конце герой настигает их, вступает с ними в битву, однако, добро не торжествует. Герой погибает. Музыканты (Маркус, Йонне и Сами) задействованы в клипе в роли трупов, лежащих на земле.
Также существует анимация к «One More Magic Potion», соответствующая сюжету песни.

## Список композиций
| №  | Название                      | Текст песни | Музыка                         | Длительность |
| -- | ----------------------------- | ----------- | ------------------------------ | ------------ |
| 1. | «Ad Victoriam»                |             | Тойвонен, Хинкка, Энхо         | 3:10         |
| 2. | «Blood is the Price of Glory» | Хинкка      | Тойвонен, Юкка-Пекка Миэттинен | 5:17         |
| 3. | «Deathbringer from the Sky»   | Хинкка      | Тойвонен, Хинкка               | 5:10         |
| 4. | «Ahti»                        | Хинкка      | Тойвонен                       | 3:55         |
| 5. | «One More Magic Potion»       | Хинкка      | Тойвонен                       | 5:22         |
| 6. | «Wanderer»                    | Хинкка      | Тойвонен                       | 6:32         |
| 7. | «Raised by the Sword»         | Энхо        | Тойвонен, Энхо                 | 6:10         |
| 8. | «The New Dawn»                | Линдроос    | Тойвонен, Линдроос             | 3:42         |
| 9. | «Victory Song»                | Хинкка      | Тойвонен, Хинкка, Миэттинен    | 10:38        |

| №   | Название                                              | Длительность |
| --- | ----------------------------------------------------- | ------------ |
| 10. | «Lady in Black» ( — кавер на песню группы Uriah Heep) | 9:59         |

| №   | Название                                                                             | Длительность |
| --- | ------------------------------------------------------------------------------------ | ------------ |
| 10. | «Lady in Black» ( — кавер на песню группы Uriah Heep (бонус-трек на первой стороне)) |              |
| 11. | «Ensiferum Photoshoot Featurette» ( — видео на второй стороне диска)                 |              |
| 12. | «The "Iron" Tour Featurette» ( — видео на второй стороне диска)                      |              |

| №   | Название                                              | Длительность |
| --- | ----------------------------------------------------- | ------------ |
| 10. | «Dragonheads» ( — трек с Dragonheads)                 | 5:22         |
| 11. | «Warrior’s Quest» ( — трек с Dragonheads)             | 4:53         |
| 12. | «White Storm» ( — трек с Dragonheads)                 | 4:55         |
| 13. | «Into Hiding» ( — кавер на песню группы Amorphis)     | 3:51         |
| 14. | «Lady in Black» ( — кавер на песню группы Uriah Heep) | 4:34         |
| 15. | «Battery» ( — кавер на песню группы Metallica)        | 5:15         |

## Над альбомом работали

### Участники группы
- Петри Линдроос — гитара, экстремальный вокал, банджо
- Маркус Тойвонен — гитара, чистый и бэк-вокал, акустическая и 12-струнная гитары, банджо, тюнгюр, хор
- Мейю Энхо — клавишные
- Сами Хинкка — бас, чистый и бэк-вокал, хор
- Янне Парвиайнен — ударные, бойран

### Приглашённые музыканты
- Aleksi «Man o’war» Parviainen — бэк-вокал и дополнительный лид-вокал
- Euge Valovirta — акустическая гитара
- Timo Väänänen — кантеле
- Lassi Logrén — никельхарпа
- Kaisa Saari — тин-вистл и блокфлейта
- Vesa Vigman — мандолина, бузуки, саз
- Petri Prauda — волынка
- Johanna Vakkuri — флейта
- D.P. — гроулинг
- Markus Österlund — хор
- Mikko Salovaara — хор

### Производство
- Babalon Graphics , Helgorth — буклет
- Kristian Wählin — обложка
- Ritual — логотип группы
- Jere Hietala — фотографии
- Mika Jussila — мастеринг
- Nino Laurenne — звукоинженер
- Janne Joutsenniemi — продюсер

## Позиции в чартах и сертификации
| Чарт (2007)                                 | Высшая позиция |
| ------------------------------------------- | -------------- |
| Финляндия Albums Chart (ÄKT / IFPI Finland) | 6              |
| Германия                                    | 37             |

### Синглы с альбома
| Сингл                 | Чарт (2007)                                 | Высшая позиция |
| --------------------- | ------------------------------------------- | -------------- |
| One More Magic Potion | Финляндия Albums Chart (ÄKT / IFPI Finland) | 1              |